# Ehsan Lashgari
Ehsan Lashgari (in persiano احسان لشگرى‎; Qazvin, 30 agosto 1985) è un lottatore iraniano, specializzato nella lotta libera.

## Palmarès
- Giochi olimpici

Londra 2012: bronzo nella lotta libera 84 kg.
- Mondiali

Budapest 2013: bronzo nella lotta libera 84 kg.
- Asiatici

Pattaya 2009: oro nella lotta libera 84 kg.
Nuova Delhi 2010: oro nella lotta libera 84 kg.
Gumi 2012: oro nella lotta libera 84 kg.
Bangkok 2016: oro nella lotta libera 86 kg.